# Likiang-Fichte
Die Likiang-Fichte (Picea likiangensis) ist eine Art aus der Familie der Kieferngewächse (Pinaceae). Sie ist im östlichen Asien heimisch.

## Beschreibung

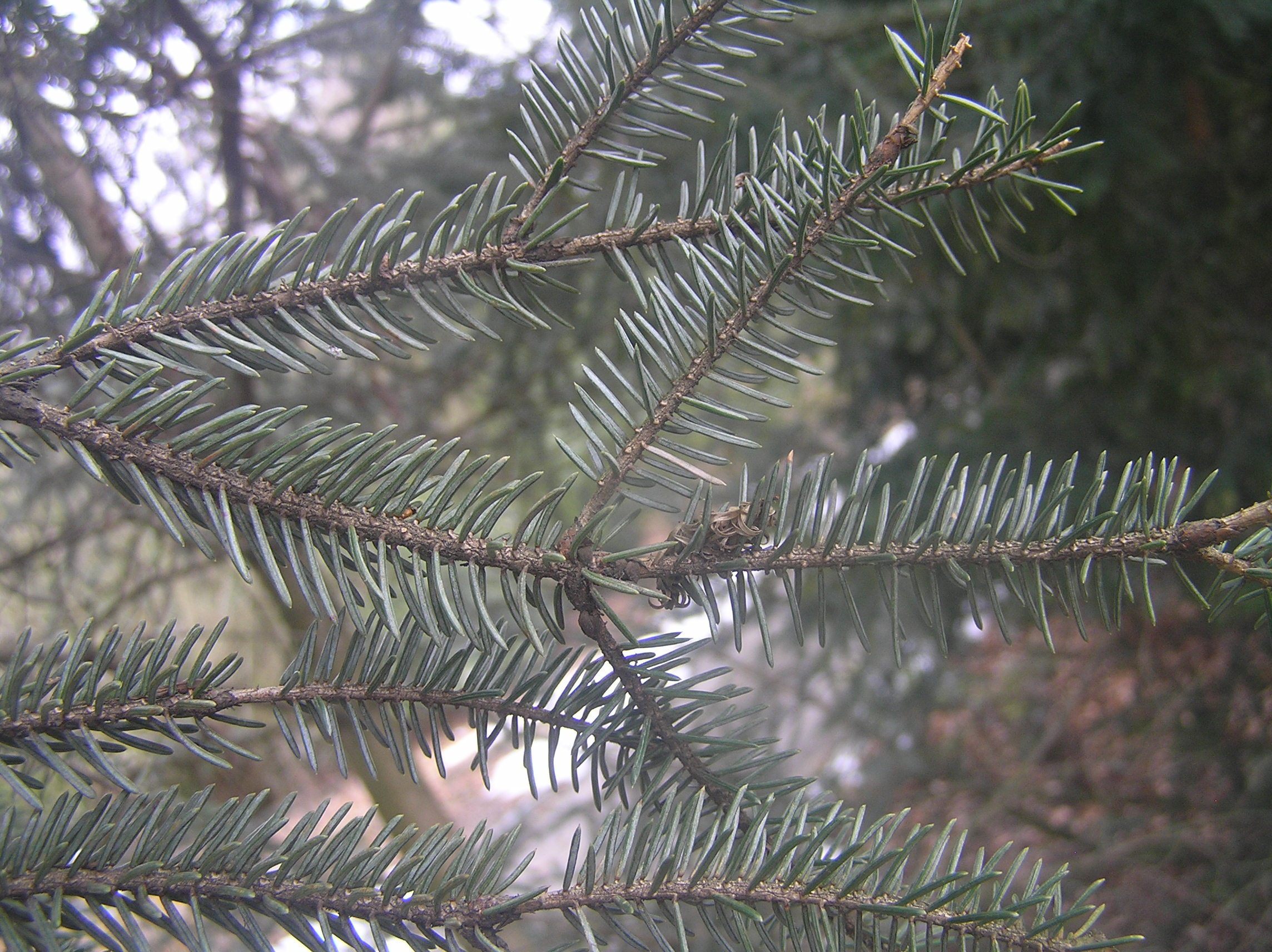
Zweige

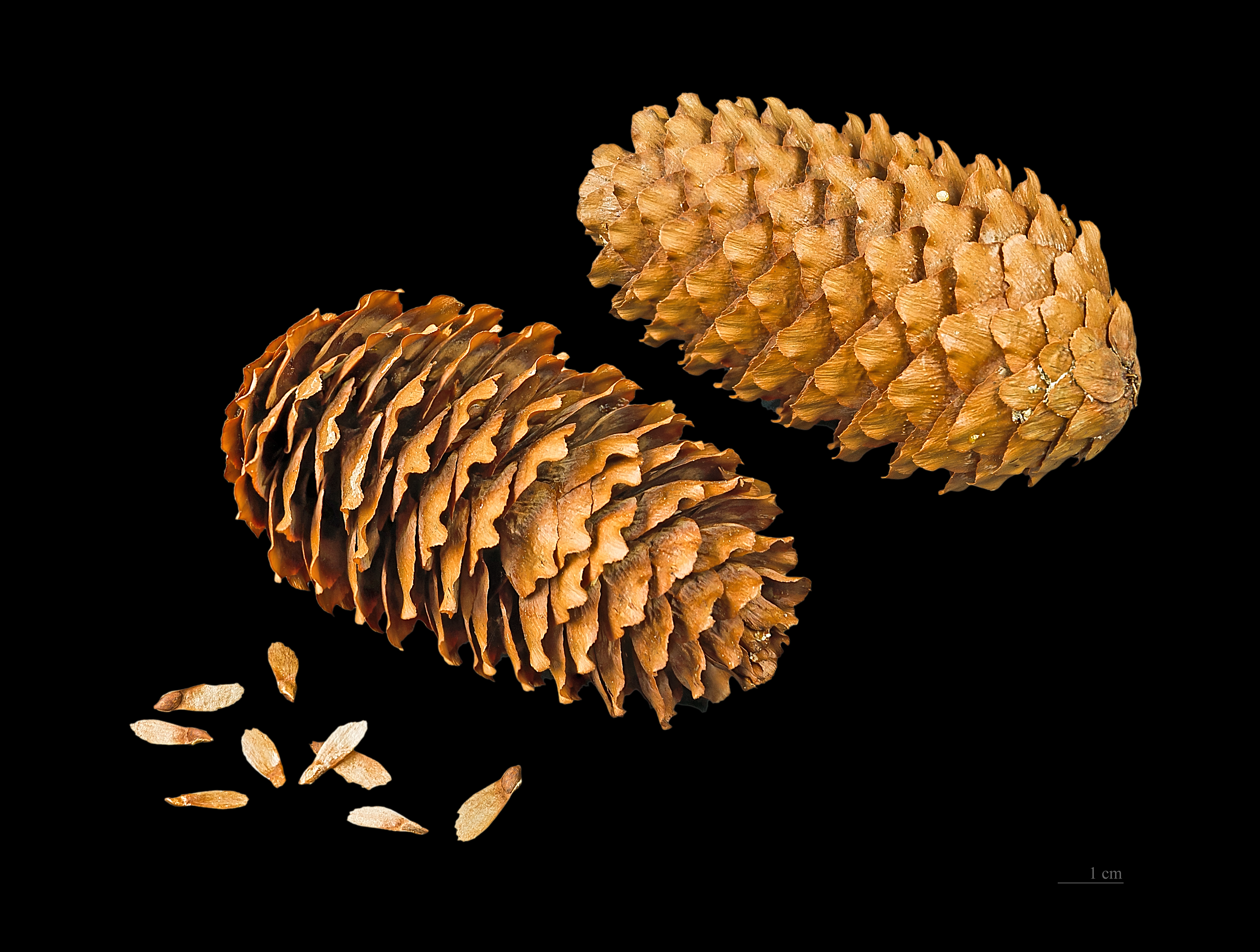
Reife, geöffnete Zapfen und Samen

Die Likiang-Fichte wächst als immergrüner Baum, der Wuchshöhen von bis zu 50 Metern und Brusthöhendurchmesser von bis zu 2,5 Metern erreichen kann. Der Stamm endet in einer pyramidenförmigen Krone. Die graue bis braungraue Stammborke blättert in unregelmäßig geformten, dicken Platten ab. Die spärlich behaarte Rinde der Zweige ist anfangs blassgelb oder bräunlich gelb und verfärbt sich mit der Zeit grau bis graugelb.
Die harzigen, braunen Winterknospen sind konisch, eiförmig oder kugelig geformt. Die geraden oder leicht gebogenen Nadeln sind bei einer Länge von 0,6 bis 1,5 Zentimeter und einer Breite von 1 bis 1,5 Millimeter linealisch geformt. Sie haben einen breit-rautenförmigen Querschnitt und ihre Spitze ist stumpf oder spitz zulaufend. Auf der Nadeloberseite befinden sich vier bis sieben und auf der Nadelunterseite bis zu vier Stomatalinien.
Die Likiang-Fichte ist einhäusig-getrenntgeschlechtig (monözisch) und die Blütezeit erstreckt sich von April bis Mai. Die Zapfen sind bei einer Länge von 4 bis 12 Zentimetern und einer Dicke von 1,7 bis 3,5 Zentimetern länglich-eiförmig bis zylindrisch-eiförmig geformt. Sie sind anfangs rötlich braun über rot bis violett gefärbt und verfärben sich bis zur Reife im September oder Oktober hin braun bis dunkelviolett. Die Samenschuppen sind oval-rautenförmig und werden 1,5 bis 2,6 Zentimeter lang sowie 1 bis 1,7 Zentimeter breit. Ihr Rand ist gezähnt oder gewellt. Die graubraunen, annähernd eiförmigen Samen werden zusammen mit dem Samenflügel 0,7 bis 1,4 Zentimeter lang. Der länglich-verkehrteiförmige Samenflügel ist glänzend blassbraun gefärbt und weist meist violette Sprenkel auf.
Die Chromosomenzahl beträgt 2n = 24.

## Verbreitung und Standort
Das natürliche Verbreitungsgebiet der Likiang-Fichte liegt in Bhutan und China. In China findet man die Art im südlichen Qinghai, dem südlichen und westlichen Sichuan, dem östlichen Xizang sowie im nordwestlichen Yunnan.
Die Likiang-Fichte gedeiht in Höhenlagen von 2500 bis 4100 Metern. Sie wächst vor allem in Gebirgen, in Schluchten und in Flusstälern. Mischbestände werden meist mit Tannen (Abies), mit Larix potaninii, der Sargent-Fichte (Picea brachytyla) sowie mit verschiedenen Hemlocktannen (Tsuga) gebildet.
Die Likiang-Fichte sowie die Varietät rubescens werden in der Roten Liste der IUCN als „gefährdet“ eingestuft. Die Varietät hirtella wird als „stark gefährdet“ gelistet während die Varietät montigena aufgrund einer unzureichenden Datenlage in keine Gefährdungskategorie eingeordnet wird. Als Hauptgefährdung werden Holzschlägerungen genannt. Der Gesamtbestand der Art ist in den letzten 75 Jahren um rund 30 Prozent geschrumpft. Aus diesem Grund hat die chinesische Regierung die Schlägerung dieser Art im westlichen China verboten.

## Nutzung
Das Holz der Likiang-Fichte findet als Bau- und Möbelholz sowie zur Herstellung von Maschinen, Masten und Zellstoff Verwendung. Aus der Borke werden Tannine, aus dem Stamm Harz und aus den Nadeln aromatische Öle gewonnen.

## Systematik
Picea likiangensis wird innerhalb der Gattung der Fichten (Picea) der Untergattung Casicta, der Sektion Sitchenses und der Serie Likiangenses zugeordnet.
Die Erstbeschreibung als Abies likiangensis erfolgte 1899 durch Adrien René Franchet in  Journal de Botanique (Morot), Band 13 (8), Seite 257. Ernst Georg Pritzel überführte die Art im Jahr 1900 in Botanische Jahrbücher für Systematik, Pflanzengeschichte und Pflanzengeographie, Band 29 (2), Seite 217 in die Gattung Picea.
Die Art wird in bis zu fünf Varietäten unterteilt:
- Picea likiangensis var. hirtella W.C. Cheng kommt im westlichen Sichuan und dem südöstlichen Xizang vor, wo sie in Höhenlagen von 3000 bis 4000 Metern wächst. Sie hat auf der Nadelunterseite drei bis vier Stomatalinien. Die 4 bis 9 Zentimeter großen Zapfen sind anfangs grüngelb oder gelb und verfärben sich zur Reife hin blass braungelb. Ein Synonym ist Picea hirtella Rehder & E.H. Wilson nom. illeg.[2]
- Picea likiangensis var. likiangensis ist die Nominatform. Sie kommt fast im gesamten Verbreitungsgebiet vor.
- Picea likiangensis var. linzhiensis W.C. Cheng & L.K. Fu kommt im südwestlichen Sichuan, dem südöstlichen Xizang und dem nordwestlichen Yunnan vor, wo sie in Höhenlagen von 2900 bis 3700 Metern wächst. Die 5 bis 10 Zentimeter großen Zapfen sind kurz vor der Reife blass violett bis rotbraun gefärbt. Sie wird von einigen Autoren auch als eigenständige Art Picea linzhiensis (W.C.Cheng & L.K.Fu) Rushforth angesehen.[2][9]
- Picea likiangensis var. montigena (Mast.) W.C. Cheng kommt im südwestlichen Sichuan vor, wo sie in Höhenlagen von über 3300 Metern wächst. Sie hat auf der Nadelunterseite ein bis vier Stomatalinien. Die 4 bis 9 Zentimeter großen Zapfen sind vor der Reife grün gefärbt. Ein Synonym ist Picea montigena Mast.[2]
- Picea likiangensis var. rubescens Rehder & E.H. Wilson kommt im südlichen Qinghai, dem südlichen Sichuan und dem östlichen Xizang vor, wo sie in Höhenlagen von 3000 bis 4100 Metern wächst. Sie hat auf der Nadelunterseite drei bis vier Stomatalinien. Die 4 bis 9 Zentimeter großen Zapfen sind anfangs rotbraun oder schwarzviolett und verfärben sich zur Reife hin braun bis schwarzbraun.[2]